# Matt Ritchie
Matthew Thomas Ritchie (ur. 10 września 1989 w Gosport) – szkocki piłkarz angielskiego pochodzenia występujący na pozycji pomocnika w angielskim klubie Newcastle United oraz w reprezentacji Szkocji. 

## Kariera
Wychowanek Portsmouth, w swojej karierze grał także w takich zespołach jak Dagenham & Redbridge, Notts County, Swindon Town,  Bournemouth oraz Newcastle United F.C.